# 汉斯·彼得·比罗斯
汉斯·彼得·比罗斯（挪威語：Hans Petter Buraas，1975年3月20日—），挪威男子高山滑雪运动员。他曾代表挪威参加1998年和2006年冬季奥林匹克运动会高山滑雪比赛，获得一枚金牌。